# Хансген, Уолт
Уо́лтер Эдвин Ха́нсген (англ. Walter Edwin Hansgen), более известный как Уо́лт Ха́нсген (англ. Walt Hansgen, 28 октября 1919, Уэстфилд, Нью-Джерси, США — 7 апреля 1966, Ла-Шапель-Сен-Мемен, департамент Луаре, Франция) — американский автогонщик, пилот Формулы-1.

## Биография

### Ранние годы и первые гонки
Уолт Хансген родился 28 октября 1919 года в Уэстфилде (Нью-Джерси). Его отец Фред Хансген был владельцем автосервиса. Вместе с братом, Фредом Хансгеном-младшим, Уолт рос в родном городе. С детства его жизнь была связана с автомобилями. Уолт был участником Второй мировой войны, после чего работал сварщиком в автосервисе отца. В 1942 году он женился на школьной подруге Беатрис Терхьюн (1921—2011), в браке родились дети: дочь Беверли и сын Расти. Когда Уолт стал гонщиком, Беатрис вела хронометраж его выступлений, а после его гибели занималась регистрацией участников гонок, проводимых International Motor Sports Association (IMSA).
Карьеру автогонщика Уолт Хансген начал в 1951 году за рулём своего собственного автомобиля Jaguar XK120. Он выступал в серии SCCA National Sports Car Championship, которая была сформирована в 1951 году из нескольких гонок, возникших в США на рубеже 1940-х — 1950-х годов. 15 сентября Хансген занял 9-е место в абсолютном зачёте Гран-при Уоткинс-Глена и 2-е в своём классе, отстав от победителя на круг; при этом гонка была остановлена после половины пройденной дистанции из-за поведения зрителей.
15 марта 1952 года Уолт Хансген дебютировал в гонке «12 часов Себринга» за рулём MG TD, заняв в ней 10-е место. В этом же году он завоевал два подиума в SCCA. В это время фирма Jaguar построила новый гоночный автомобиль — Jaguar C-Type. Поняв, что его Jaguar XK120 на его фоне будет неконкурентоспособен, Хансген перестроил свою машину при помощи конструктора Эмила Хоффмана, работавшего в мастерской отца Уолта. Новая машина получила название Hansgen Jaguar. В 1953 году Уолт Хансген выступал на ней в SCCA, завоевав один подиум, и выиграл Гран-при Уоткинс-Глена.